# Peter Pan (film, 1953)
Pour les articles homonymes, voir Peter Pan (homonymie).
Vous lisez un « article de qualité » labellisé en 2010.  Il fait partie d'un « thème de qualité ».
Série Classiques d'animation Disney
Alice au pays des merveilles
(1952) La Belle et le Clochard
(1955)
Série Peter Pan
Peter Pan 2 : Retour au Pays imaginaire
(2002)
Pour plus de détails, voir Fiche technique et Distribution.
Peter Pan est le 18e long-métrage d'animation et le 14e « Classique d'animation » des studios Disney. Sorti en France en 1953 sous le titre Les Aventures de Peter Pan, il est l'adaptation de la pièce éponyme de J. M. Barrie créée en 1904.
Le film tente, comme Alice au pays des merveilles (1951), d'adapter une œuvre récente de la littérature jeunesse britannique. Plusieurs auteurs s'accordent pour dire que Disney a réussi cette adaptation, Peter Pan devenant l'un des chefs-d'œuvre des studios. Toutefois, le film Peter Pan est régulièrement utilisé par d'autres auteurs pour critiquer le studio. Parmi les points les plus souvent relevés comme sources de critiques sont l'aspect (trop) sexy de la fée Clochette, les métaphores homosexuelles autour de plusieurs personnages (Peter Pan en tête), et l'usage de stéréotypes sur les Amérindiens. La production du film, assez difficile au niveau de l'adaptation, souffre aussi de la diversification à l'époque des activités de la société Disney et des nombreux projets de Walt Disney.
En 2002, le film a fait l'objet d'une suite : Peter Pan 2 : Retour au Pays imaginaire. En 2008, sort directement en vidéo le film La Fée Clochette (Tinker Bell) qui raconte l'histoire de la fée Clochette avant sa rencontre avec Peter Pan. Il est le premier film de la franchise Disney Fairies. Un remake en prise de vues réelles, Peter Pan et Wendy, sort en 2023 sur Disney+.

## Synopsis

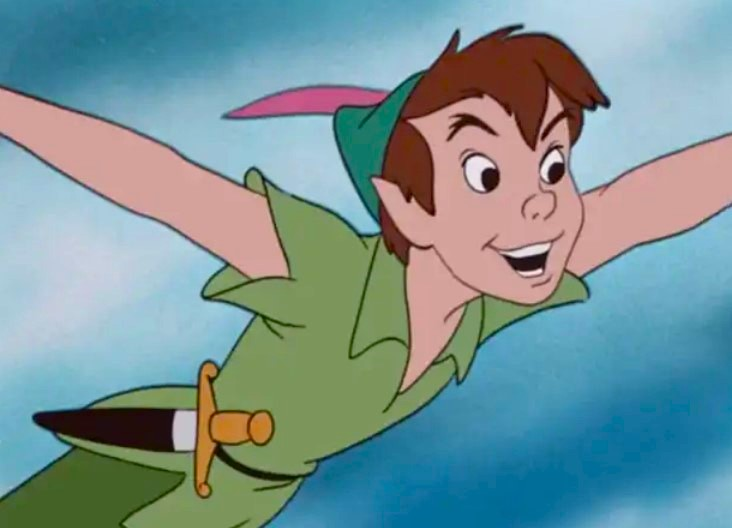
Image tirée de la bande-annonce du film Peter Pan, 1953.

À Londres, à l'angle de la tranquille rue de Bloomsbury, se trouve la demeure de la famille Darling. Cette famille a été choisie par Peter Pan car des gens croient en lui. Mme Darling pense que Peter Pan est l'esprit de la jeunesse tandis que son mari George Darling est un homme plus pragmatique.
Un soir, tous deux se préparent pour une réception. Pendant ce temps, leurs enfants Jean et Michel font de Peter Pan le héros de leurs aventures, chacun muni d'un glaive en bois. Jean imite le Capitaine Crochet avec un cintre dans la main droite. Wendy, l'aînée, le corrige en lui rappelant que c'est le bras gauche du pirate qui est pourvu d'un crochet. En effet, Wendy incarne l'autorité sur les aventures de Peter Pan. La chienne Nana, nourrice des enfants, apporte le sirop, le dépose sur la table à l'aide de ses oreilles, refait le lit puis range méticuleusement les cubes dans l'ordre. Mais le lit est immédiatement défait par les garçons qui continuent de jouer.
Le père arrive et fait tomber les cubes en cherchant ses boutons de manchette. Il retrouve son plastron dans le lit, car les garçons s'en servaient comme une carte aux trésors. M. Darling s'énerve alors contre Wendy, qualifiant de billevesées les aventures de Peter Pan et cela malgré la modération de sa femme. Il décide donc que Wendy ne dormira plus dans la chambre d'enfant puis fait sortir Nana dans la cour après avoir trébuché sur elle.
Au moment de se coucher, Wendy annonce à sa mère qu'elle ne souhaite pas grandir. Michel est triste pour Nana, qui dort à l’extérieur, et rend le trésor : les boutons de manchette. Wendy demande à sa mère de ne pas refermer la fenêtre dans le cas où Peter Pan reviendrait chercher son ombre. Une fois les parents partis, Peter Pan entre dans la maison et cherche son ombre perdue une autre nuit, alors qu'il écoutait les histoires de Wendy. Clochette s’admire dans un miroir puis trouve l'ombre dans un tiroir. Celle-ci s’échappe, provoquant ainsi une agitation qui réveille Wendy.
La jeune fille recoud ensuite l'ombre de Peter Pan, tandis que celui-ci s’inquiète du fait que Wendy doit grandir. Il lui propose alors d’aller au Pays imaginaire. Subjuguée, Wendy veut l’embrasser, mais, dans un accès de jalousie, Clochette s’échappe du tiroir où elle était enfermée et l’en empêche, ce qui réveille Michel, qui réveille à son tour Jean. Pour aller au Pays imaginaire, il faut voler et Peter Pan se rappelle, après une hésitation, que pour voler, il faut rêver d’aventure. Le premier essai des enfants Darling est infructueux et ils retombent sous les rires de la fée Clochette. En effet, il manquait, pour que cela réussisse, de la poussière d’atmosphère, dont la fée est couverte. Une fois aspergés de poussière, les enfants s’envolent, en direction de la deuxième étoile à droite puis tout droit jusqu’au matin.
Au Pays imaginaire, les pirates chantent pour tromper leur ennui, tandis que le capitaine Crochet médite un plan pour trouver le repaire de Peter Pan. Il capture Lili la Tigresse, la fille du chef indien, en se faisant passer pour Peter. Il désire ainsi venger sa main, jetée en pâture à un crocodile qui avait, en même temps, avalé un réveil et qui, depuis, le poursuit en permanence.
À la vue de Peter Pan et des enfants, le capitaine mobilise tous les hommes et l’artillerie. Sur un nuage, Wendy et ses frères sont émerveillés, mais contraints de partir. Clochette, chargée de les guider, part trop vite. Première arrivée au repaire de Peter, elle en profite pour mentir aux Garçons perdus. Ceux-ci jettent tout ce qu’ils peuvent contre Wendy, qui tombe et est sauvée par Peter Pan. Par la suite, Jean, Michel et les Garçons perdus partent chasser les Indiens tandis que Peter et Wendy vont voir les sirènes. Les premiers se font encercler puis capturer par les Indiens. Placés sur un bûcher, ils doivent être brûlés vifs si Lili la Tigresse n’est pas retrouvée avant le coucher du soleil.
De leur côté, les sirènes, jalouses, tentent de noyer Wendy sous les yeux amusés de Peter. Il aperçoit ensuite M. Mouche et le capitaine Crochet emmenant Lili au Rocher du crâne. Crochet tente de faire parler Lili, ligotée à une ancre, mais elle refuse de dévoiler le repaire de Peter. Après ruses et combats en duel avec Peter, le capitaine est bien plus préoccupé par le crocodile qui ne cesse de le poursuivre. De retour à la frégate, M. Mouche raconte au capitaine que Clochette a été bannie de l’île à cause de son comportement envers Wendy.
Peter Pan, pour son exploit, est fait grand chef honoraire de la tribu indienne ; il s’ensuit une fête où Wendy se sent délaissée au profit de Lili. Clochette est enlevée par M. Mouche, et se fait manipuler par Crochet afin qu'elle dévoile le repaire de Peter Pan, situé à l’Arbre du pendu. Celle-ci accepte, à condition que Peter ne soit pas blessé. Crochet affirme à la fée qu’il ne touchera Peter ni du doigt ni du crochet, avant de l'enfermer dans une lanterne.
Pendant ce temps, Wendy rappelle ce qu’est une maman à ses frères et aux Garçons perdus. Jean propose de rentrer à la maison avec Michel et les Garçons perdus, ce qui déçoit Peter. En sortant, ils sont capturés par le capitaine, qui respecte sa promesse en déposant un « cadeau » chez Peter.
Crochet propose aux enfants de devenir pirates ou d’être jetés par-dessus bord. Wendy s’y refuse, arguant que Peter viendra les sauver. Cependant, Crochet dévoile son plan : le cadeau, qu'une note signée de Wendy impose à Peter de ne pas l'ouvrir avant six heures, contient une bombe à retardement ; à quelques secondes près, Clochette, échappée du bateau, sauve Peter. Wendy est contrainte de sauter, elle-même miraculeusement sauvée par Peter. Les enfants se battent contre les pirates et Peter contre Crochet qui, du haut du mât, tombe dans la gueule du crocodile, mais parvient à fuir. Le bateau s’envole vers Londres, avec Peter à la barre et les garçons aux commandes.
De retour chez elle, Wendy, seul enfant éveillé, raconte à ses parents l’histoire insensée qui lui est arrivée et leur annonce qu’elle est prête à grandir. Ils regardent d’un air songeur par la fenêtre la silhouette du bateau, là-haut dans le ciel, qui rappelle à George Darling de vieux souvenirs d'enfance.

## Fiche technique
- Titre original : Peter Pan
- Titre français :  Les Aventures de Peter Pan (titre de première exploitation)[1] ;  Peter Pan (ressorties)
- Réalisation : Clyde Geronimi, Wilfred Jackson et Hamilton Luske
- Scénario : Milt Banta, Bill Cottrell, Winston Hibler, Bill Peet, Erdman Penner, Joe Rinaldi, Ted Sears et Ralph Wright d'après J. M. Barrie
- Conception graphique :
  - Couleur et stylisme : Mary Blair, John Hench, Claude Coats et Don DaGradi
  - Layout : Charles Philippi, McLaren Stewart, Tom Codrick, Kendall O'Connor, Hugh Hennesy, Ken Anderson, Don Griffith, Al Zinnen, Thor Putnam et Lance Nolley ; Victor Haboush (non crédité)[2]
  - Décors : Ralph Hulett, Ray Huffine, Art Riley, Thelma Witmer, Al Dempster, Dick Anthony, Eyvind Earle, Brice Mack et Art Landy
- Animation :
  - Supervision : Milt Kahl, Frank Thomas, Wolfgang Reitherman, Ward Kimball, Ollie Johnston, Marc Davis, Eric Larson, John Lounsbery, Les Clark et Norman Ferguson
  - Animation des personnages : Hal King, Cliff Nordberg, Fred Moore, Bob Carlson, Hal Ambro, Harvey Toombs, Ken O'Brien, Don Lusk, Bill Justice, Judge Whitaker, Marvin Woodward, Jerry Hathcock, Hugh Fraser, Art Stevens, Eric Cleworth et Clair Weeks
  - Effets spéciaux : George Rowley, Joshua Meador, Dan McManus et Blaine Gibson
  - Assistant animateur : Rolly Crump[3]
- Procédé technique : Ub Iwerks
- Son : C. O. Slyfield (supervision), Harold J. Steck et Robert O. Cook (enregistrement)
- Montage : Donald Halliday (film), Al Teeter (musique)
- Musique :
  - Compositeur : Oliver Wallace
  - Chansons[4] : Sammy Fain et Sammy Cahn (The Elegant Captain Hook, The Second Star to the Right, What Made the Red Man Red, You Can Fly!, Your Mother and Mine), Erdman Penner et Oliver Wallace (A Pirate's Life), Oliver Wallace, Ted Sears et Winston Hibler (The March of the Lost Boys), Frank Churchill et Jack Lawrence (Never Smile at a Crocodile)
  - Orchestrations : Edward H. Plumb
  - Arrangements vocaux : Jud Conlon
- Société de production : Walt Disney Pictures
- Société de distribution : RKO Pictures
- Budget : 4 millions de dollars
- Pays d'origine :  États-Unis
- Langue originale : anglais
- Format : Couleurs - 35 mm - 1,37:1 - Son mono  (RCA Sound System)
- Durée : 78 minutes
- Dates de sortie :
  - États-Unis : 5 février 1953
  - France : 18 décembre 1953

Sauf mention contraire, les informations proviennent des sources concordantes suivantes : Leonard Maltin, Pierre Lambert,, John Grant et Jerry Beck

## Distribution

### Voix originales
- Bobby Driscoll : Peter Pan
- Kathryn Beaumont : Wendy Darling
- Hans Conried : Captain Hook (Capitaine Crochet) / Mr George Darling
- Bill Thompson : Smee (Mouche) / Pirates
- Heather Angel : Mrs Darling
- Paul Collins : John (Jean)
- Tommy Luske : Michael (Michel)
- Candy Candido : Indian chief (Chef indien)
- June Foray : Mermaid (sirène)
- Tom Conway : Narrator (narrateur)
- Roland Dupree : voix additionnelles
- Don Barclay : voix additionnelles
- Robert Ellis, Johnny McGovern, Jeffrey Silvers, Simon Singer, Tony Butala[9] : Lost Boys (Garçons perdus)

### Voix françaises

#### 1erdoublage(1953)
- Claude Dupuy : Peter Pan
- Marie-Claire Marty : Wendy (voix parlée)
  - Mathé Altéry : Wendy (voix chantée)
- Jean-Henri Chambois : Capitaine Crochet
- Camille Guérini : M. Mouche
- Gérard Petit : Jean
- Jean-Jacques Duverger : Michel
- Georges Hubert : Monsieur Darling
- Jacqueline Francell : Madame Darling et une sirène (à confirmer)
- Marcel Rainé : Grand chef indien
- Renée Dandry : La plume, l'enfant perdu en renard
- Pierre Morin : Monsieur Starkey, le pirate avec la dague entre ses dents et Black Murphy, le pirate avec une corde et un haut rouge
- Pierre Michau : Wibbles, le pirate avec un haut vert et un sabre.
- Henri Labussière : Bill Jukes, le pirate à la jambe de bois
- Claude Bertrand : Turk; le pirate turc
- Jacques Beauchey : le narrateur et Mullins, le pirate borgne à gilet
- René Hiéronimus : Skylights, le pirate chanteur
- Mathé Altéry : Une sirène
- Gilberte Aubry : Une sirène
- Nelly Benedetti : Une sirène

#### 2edoublage(1992)
- Hervé Rey : Peter Pan
- Séverine Morisot : Wendy Darling (voix parlée)
  - Bénédicte Lécroart : Wendy Darling (voix chantée)
- Jean-Henri Chambois : Capitaine Crochet, M. Darling
- Teddy Bilis : M. Mouche
- Charles Pestel : Jean Darling
- Pauline Bandelier : Michel Darling
- Marie-Brigitte Andreï : Mme Darling
- Michel Gudin : le narrateur
- Jean Stout : le grand chef indien (voix chantée)
- Michel Mella : Le Frisé, l'enfant perdu en ours
- Sauvane Delanoë : La Plume, l'enfant perdu en renard
- Sophie Arthuys : Bon Zigue, l'enfant perdu en Lapin
- Marine Boiron : Les jumeaux, les enfants perdus en ratons laveurs
- Henri Labussière : Bill Jukes, le pirate à la jambe de bois
- Olivier Constantin : Skylights, le pirate chanteur
- Mario Santini : Wibbles, le pirate avec un haut vert et un sabre.
- Laurent Hilling : Monsieur Starkey, le pirate avec la dague entre ses dents
- Magali Barney : une sirène
- Donald Reignoux et Karine Costa : chœurs des enfants

Sources : Pierre Lambert et carton DVD

## Distinctions
Le film a été présenté en sélection officielle en compétition au Festival de Cannes 1953.

## Sorties cinéma
Sauf mention contraire, les informations suivantes sont issues de l'Internet Movie Database.

### Premières nationales
- États-Unis : 5 février 1953[12]
- Argentine : 7 juillet 1953
- Australie : 16 octobre 1953
- Mexique : 11 novembre 1953
- Italie : 16 décembre 1953
- Finlande, France : 18 décembre 1953
- Suède : 21 décembre 1953
- Allemagne de l'Ouest : 22 décembre 1953
- Danemark, Norvège : 26 décembre 1953
- Philippines (Davao) : 25 février 1954
- Hong Kong : 16 septembre 1954
- Espagne : 21 décembre 1954
- Japon : 22 mars 1955
- Allemagne : 25 juin 1992

### Ressorties principales
- États-Unis : 14 mai 1958 ; 18 juin 1969 ; 18 juin 1976 ; 17 décembre 1982 ; 14 juillet 1989 ; 5 avril 2003
- Japon : 20 juillet 1963 ; 13 mars 1976 ; 21 juillet 1984 ; 9 juillet 1988
- Finlande : 9 décembre 1969 ; 8 avril 1977
- Italie : 10 mars 1972 ; 6 février 1987 ; 18 septembre 1992
- Allemagne de l'ouest : 22 juin 1979
- Suède : 23 mars 1984 ; 31 juillet 1992
- Australie : 17 septembre 1992
- France[13] : 15 décembre 1965, 30 mars 1977, 19 mars 1986, 8 juillet 1992

## Sorties vidéo
- 21 septembre 1990 - VHS (Québec et États-Unis) avec format 4/3 (Plein écran) et 1er doublage français
- 21 août 1996 (France) - VHS et LaserDisc Version restaurée avec format 4/3 et 2d doublage français
- 3 mars 1998 - VHS, version restaurée (Québec et États-Unis) des « Chefs d'Œuvre » de Disney avec format 4/3, 2d doublage
- 23 novembre 1999 - DVD (Québec et États-Unis) Édition Limitée avec format 4/3, 2d doublage
- 12 février 2002 - VHS et DVD, version restaurée avec format 4/3, 2d doublage
- 26 mars 2003 - DVD Collector seulement en Zone 2 avec format 4/3, 2d doublage incluant Les Joueurs de Pan
- 21 février 2007 - DVD Collector (Platinium) avec restauration numérique, format 4/3, 2d doublage
- 12 décembre 2012 - Blu-ray avec nouvelle restauration, format 4/3, 2d doublage

## Origine et production

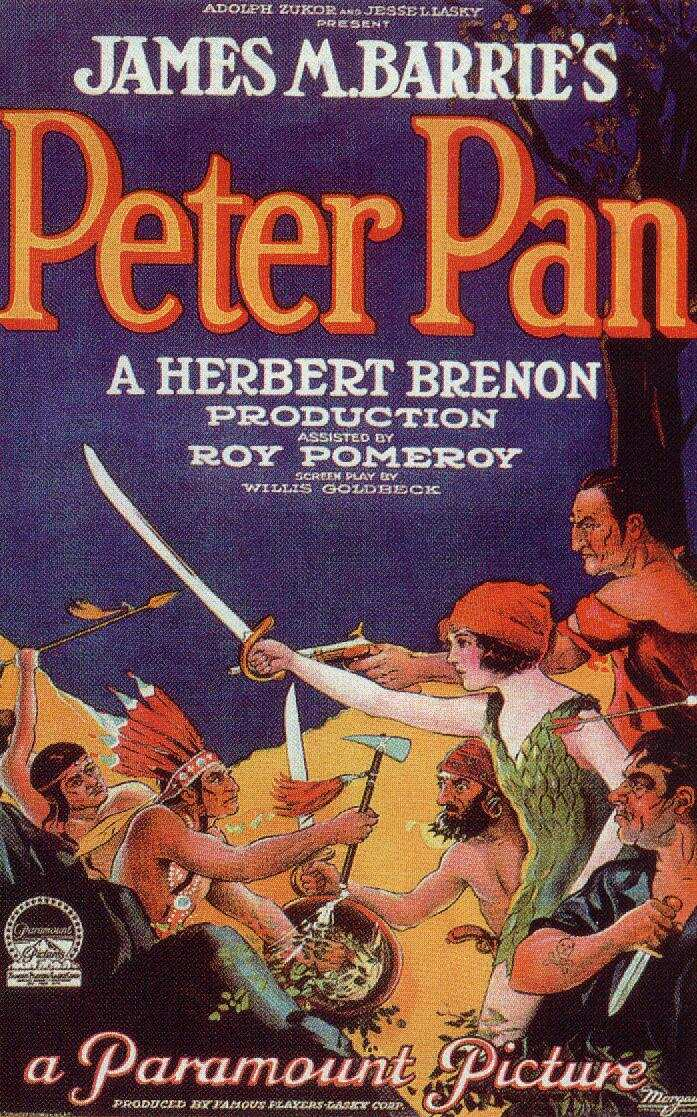
Affiche du film Peter Pan (1924) d'Herbert Brenon.

Peter Pan est, à l'origine, une pièce de théâtre écrite par J. M. Barrie et présentée pour la première fois en 1904,,. Elle a été présentée et adaptée à plusieurs reprises tant au théâtre qu'en livres, dont plusieurs écrits par Barrie,. Dans une interview de 1951 citée par John Grant, Walt Disney évoque sa première rencontre avec Peter Pan. C'était à l'époque de Marceline (1906-1910) et, avec son frère Roy, ils auraient cassé leurs tirelires pour assister à une représentation de la pièce. Quelques années plus tard, Walt avait interprété le rôle-titre dans une adaptation faite par son école. Pierre Lambert évoque, quant à lui, le film muet Peter Pan (1924) avec, en vedette, Betty Bronson.
Walt Disney avait prévu, dès 1935, la conception de ce film et obtenu, en 1939, un accord avec le Great Ormond Street Hospital,,,,,, détenteur des droits de la pièce de Barrie depuis 1929,. James Barrie avait accordé au studio Paramount Pictures les droits pour une adaptation cinématographique, mais avec sa mort en 1937, l'hôpital renégocie les contrats. En 1939, Paramount revend les droits d'une adaptation en animation à Disney tout en conservant ceux pour l'adaptation avec acteurs.
La pièce n'avait été adaptée sous forme de dessin animé qu'une seule fois auparavant, en 1925, avec Peter Pan Handled, un court métrage réalisé par Walter Lantz pour les J. R. Bray Studios. Cette version était d'ailleurs plus proche de l'adaptation libre, mettant en scène Dinky Doodle.

### Premiers travaux sur l'œuvre
En 1938, plusieurs faits indiquent que la production de Peter Pan a débuté. Des études préliminaires pour le personnage de la fée Clochette sont réalisées. Neal Gabler s'interroge sur les nombreux développements en parallèle au sein du studio alors que Fantasia ou Pinocchio ne sont même pas encore sortis. La réponse serait d'avoir un rythme de production des longs métrages assurant une certaine rentabilité. Robin Allan liste quelques-uns des faits attestant cette production de Peter Pan. Il mentionne un mémo de décembre 1938 annonçant que Joe Grant et Dorothy Blank sont les interlocuteurs privilégiés pour Peter Pan. Allan ajoute qu'Albert Hurter aurait réalisé des esquisses avant l'achat des droits. Des esquisses d'Hurter ont été découvertes dans un dossier des Walt Disney Archives, rangées juste après une image de pirates de D. McCarthy datée du 7 décembre 1939. Un commentaire de Dorothy Blank (ayant travaillé comme scénariste sur Blanche-Neige) sur une note de Walt Disney datée du 1er novembre 1938, prévient que cette « belle histoire de Barrie a été beaucoup diffusée et la rend confuse au possible. »
David Koenig indique que le film aurait dû ou pu sortir juste après Bambi (1942). Début 1939, Walt évoque la possibilité d'agrandir le studio d'Hyperion avec un plateau de tournage plus grand pour filmer les scènes en prises de vue réelles d’Alice au pays des merveilles (1951) et de Peter Pan. Entre mars 1939 et juin 1940, David Hall réalise des esquisses préparatoires pour Alice et Peter Pan, mais qui ne seront pas utilisées, plus de 400 selon Robin Allan. Ces esquisses en aquarelle étaient empreintes du style d'Arthur Rackham, qui avait illustré Peter Pan en 1906. En février 1940, l'écriture du scénario est confirmée alors que l'animation de Fantasia (1940) est en cours.
En 1941, dans une séquence du film-documentaire Le Dragon récalcitrant, on peut apercevoir à l'arrière-plan des esquisses pour le Capitaine Crochet. Mais la Seconde Guerre mondiale interrompt la production. Le 27 juin 1941, Walt Disney écrit à un ami que les problèmes du moment le poussent à suspendre temporairement la production de plusieurs films, Cendrillon, Alice et Peter Pan, au profit de productions moins coûteuses. D'après une publication interne au studio, le travail sur le scénario de Peter Pan est interrompu pour laisser la place à celle de Victoire dans les airs (1943). Ce film a été produit à partir d'avril 1942 et est sorti le 17 juillet 1943. Néanmoins, plusieurs éléments laissent à penser que la production se poursuit en coulisse.
Neal Gabler annonce que le budget de production de Peter Pan atteint les 200 000 USD en 1943, à comparer aux 15 000 pour Alice au pays des merveilles. David Koenig évoque un scénario écrit par Maurice Rapf non retenu, car Peter Pan était devenu trop méchant, empêchant les autres enfants de grandir, mais il ne précise pas de date. Rapf est arrivé sur la production de Mélodie du Sud à l'été 1944 avant d'être transféré à la fin de l'été sur le scénario du film Cendrillon. Le 26 mars 1946, un traitement (alors qualifié de) final est présenté par Jack Kinney et son équipe. En juillet 1946, Walt Disney évoque, dans une interview au New York Times, la sortie dès 1948 de Peter Pan. Mais quelques semaines plus tard, le studio annonce 450 licenciements et le gel de nombreuses productions.
En 1947, Disney relance quelques productions mais décide que le prochain long métrage sera Cendrillon (1950). L'artiste Jack Kinney est très déçu par cette décision prise à la fin d'une longue présentation de story-board, sur laquelle il avait travaillé plusieurs mois et comprenant près de 40 000 esquisses réparties sur des planches d'une centaine d'esquisses chacune. Les registres de la Walt Disney Studio Library indiquent que Walt Disney a emprunté une édition de 1934 de Peter Pan and Wendy illustrée par Francis Donkin Bedford et éditée par l'Oxford University Press à deux reprises, la première en décembre 1946, la seconde en octobre 1948.
Au début de l'année 1948, l'une des mésententes entre Walt et son frère Roy — souvent d'ordre financier — concerne le choix du long-métrage, parmi les projets en développement, qui doit constituer la prochaine sortie. Roy considère alors Alice et Peter Pan comme peu attirants par rapport à Cendrillon et trop chers, mais ils sont tout de même conservés au planning. C'est grâce à des transcriptions de réunions de production que l'on peut dater les étapes de production du film Peter Pan, réunions étalées principalement entre 1948 et 1952. Allison Kavey et Lester Friedman mentionnent deux réunions pour le story-board de Peter Pan en date du 9 décembre 1948, une non-critique pour évoquer les axes d'évolution et une critique pour identifier les corrections à apporter. Allan évoque, à la même date, une présentation en vue d'étude sur un panel de spectateurs. Il précise que Card Walker a écrit, le 9 décembre, un mémo à Walt Disney au sujet de cette réunion non-critique qualifiée de Réaction non-critique du public.

### Reprise du projet avec un Walt distant
La production du film reprend en 1949,, avec de nouveaux travaux sur le scénario. Un exemple de changement est que la chienne Nana n'accompagne pas les enfants au Pays des merveilles. Ce n'est qu'en 1951 que Disney accepte un scénario proche de la pièce de Barrie et autorise le démarrage de l'animation. Mais Norman Ferguson et l'équipe des Neuf Sages de Disney continuent à subir les problèmes d'absences de Walt déjà rencontrés lors de la production de Cendrillon et d’Alice au pays des merveilles (1951). En effet, au début des années 1950, des idées pour un parc d'attractions germent dans l'esprit de Disney et se concrétisent en décembre 1952 par la création d'une société destinée à leur développement : WED Enterprises. D'autres absences emmènent Disney sur d'autres projets cinématographiques. De juin à août 1951, Walt Disney est au Royaume-Uni pour superviser la production de Robin des Bois et ses joyeux compagnons (1952) puis, de juin à septembre 1952, il retourne en Grande-Bretagne pour la production de La Rose et l'Épée (1953). Juste après la sortie de Peter Pan, il supervise à nouveau au Royaume-Uni, Échec au roi (1953) en avril et de juillet à août 1953. Barrier indique que c'est au moment de son départ durant l'été 1951 que la production de Peter Pan passe des story-boards à l'animation.
De plus, c'est la dernière participation de Norman Ferguson à un film de Disney, il prend sa retraite le 24 janvier 1954, avant de mourir des complications du diabète fin 1957.
Walt participe toujours aux sessions de story-board mais ses commentaires se font plus succincts. Toutefois, selon Frank Thomas, Disney apporte à l'équipe de production d'excellentes idées et, selon Ollie Johnston, le film possède finalement une imagination riche et des personnages développés qui font oublier cette relative absence. Avec cette reprise du projet de nouvelles scènes sont ajoutées comme la marche des Garçons perdus vers les Indiens. La scène nécessitait une musique mais les compositeurs Sammy Fain et Sammy Cahn avaient déjà fini leur contrat et les scénaristes Winston Hibler et Ted Sears ont dû travailler avec le compositeur Oliver Wallace pour écrire Following the Leader.

### Une adaptation en animation peu aisée
Charles Salomon explique que les contes de fées sont plus faciles à adapter que les œuvres littéraires : ainsi « vous mettez un loup, une petite fille, vous faites dire à cette dernière qu'"il a de grands yeux" et le public accepte le film comme une adaptation du Petit Chaperon rouge. » En revanche, avec Alice puis Peter Pan, on découvre que les critiques et les spectateurs peuvent ne pas accepter les libertés prises avec certains classiques littéraires. Or, bien que James Matthew Barrie soit nommé au générique, aucun dialogue du film n'est exactement tiré de sa pièce sauf, dans la version originale, le dialogue où Crochet explique pour la première fois à monsieur Mouche pourquoi le crocodile est toujours après lui. Robin Allan note que le scénario du film repose sur les interactions de treize personnages ou groupes (les braves Indiens et les sirènes comptant pour un) alors que Cendrillon en compte six et Blanche-Neige seulement quatre, ce qui complique l'histoire.

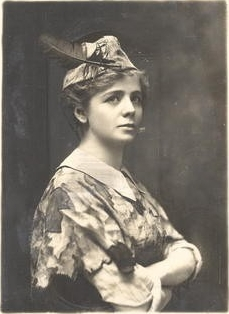
Maude Adams dans son costume de Peter Pan.

Life Magazine, repris par plusieurs auteurs, liste plusieurs innovations réalisées par Disney par rapport aux différentes mises en scène de la pièce de Barrie, qu'il juge révolutionnaire,,. Ainsi, le caractère masculin de Peter Pan est accentué surtout au niveau du visage en comparaison des pièces où le rôle-titre est souvent interprété par une femme pour marquer le caractère juvénile,,, dans la tradition théâtrale du travesti. Dès la première représentation le rôle de Peter Pan avait été interprété par une femme, Maude Adams, le Peter Pan de Disney révolutionne donc la pièce. Jeff Kurty parle d'une tradition brisée par Disney. Ce point a été longuement discuté à la fois en terme technique, mais aussi en termes d'impact, dont la sexualité,.
Le film représente pour la première fois la fée Clochette et le Crocodile (qui ne sont matérialisés dans la pièce que par une lumière pour Clochette et un bruit de réveil pour le crocodile) et fait de la chienne Nana un vrai chien et non un acteur,. Mais surtout, Peter ne demande pas aux spectateurs de ressusciter la fée Clochette par des applaudissements pour prouver qu'il croit aux fées, conformément à la fameuse scène de la pièce,,. Cet élément est remplacé par Peter murmurant à l'oreille de Clochette qu'il l'aime plus que tout au monde. Selon Maltin, cette interaction avait été intégrée dans une adaptation muette en noir et blanc avec Betty Boop. Une des rares conventions théâtrales conservées est que c'est le même acteur qui prête sa voix à M. Darling et au Capitaine Crochet. Disney a toutefois été contraint de respecter les éléments de base de la pièce de Barrie, Crochet étant un exemple du méchant de théâtre traditionnel avec des expressions faciales, de grands gestes, de longues moustaches et un costume d'époque. On peut le rapprocher de personnages tels que le Capitan dans la commedia dell'arte.
Walt déclara que les annotations et directives de mise en scène écrites par Barrie lui-même dans la pièce ont beaucoup aidé l'équipe, bien plus que les dialogues.

### Concepts abandonnés
Lors de sa première ébauche, le film comportait une scène où Peter Pan chantait une chanson à Clochette sur son lit de mort pour la sauver, mais cette scène fut supprimée dans les versions suivantes  et Clochette réapparaît plus tard avec Peter sans qu'aucune explication ne soit donnée sur sa santé à nouveau rayonnante. De plus, sa mort n'est plus due à un poison comme dans l'histoire originale, mais à une bombe, afin d'être plus dramatique.
La mélodie La Seconde Étoile, composée par Sammy Fain, était à l'origine prévue pour Alice au pays des merveilles (1951) sous le titre Beyond the Laughing Sky. Elle devait, semble-t-il, illustrer une scène de nuages prenant des formes animalières et végétales.

### Aspect graphique
Le film fait usage de la caméra multiplane qui permet entre autres la scène au-dessus de Londres. Cette dernière a nécessité 20 niveaux de peintures, décors et cellulos. Elle a été créée par Eric Larson, dessinée par Kendall O'Connor et peinte par Claude Coats. Comme dans les productions précédentes, les effets de scintillement, principalement autour de la fée Clochette ont été réalisés par une équipe spécialisée du département encre et peinture utilisant des effets spéciaux dont la « peinture [semi-]transparente » issue de la bile de zébu.
Graphiquement, le film comporte de nombreuses scènes et des paysages aux couleurs vives, en dehors du survol de Londres. Le Rocher du crâne a été conçu par Kendall O'Connor. Robin Allan évoque l'influence, bien que tardive, d'Albert Hurter sur l'aspect graphique du film, mais cet aspect est plus visible dans Blanche-Neige et les Sept Nains (cf. cette section). L'influence la plus importante reste celle de Mary Blair, avec des couleurs chaudes et lumineuses et un trait caractéristique visible dans les productions des années 1940,. Allan précise que c'est la dernière participation à un long métrage Disney de Mary Blair, qui rejoint par la suite WED Enterprises.
Le travail sur Peter Pan a nécessité l'embauche de nouveaux artistes. Eyvind Earle a été recruté en 1951 et affecté aux décors, il en a réalisé plusieurs centaines. Victor Haboush, alors artiste de layout assistant, se souvient avoir essayé pendant trois semaines de finir le layout d'un décor de personnages [les Garçons perdus] sortant d'une caverne passant au travers d'une cascade située derrière le Rocher du crâne, scène que John Hench a mis 15 minutes à corriger. La scène où le Capitaine Crochet, aidé de M. Mouche, cherche à réconforter la fée Clochette après l'avoir capturée, a été étudiée au travers de nombreuses esquisses sous plusieurs angles par les artistes de Disney, comme Don DaGradi pour définir les meilleurs angles de caméra pour rendre Clochette petite, mais féminine et Joe Rinaldi pour évoquer les pin-ups en maillot de bain de l'époque.
Le personnage du Capitaine Crochet a posé de nombreux problèmes durant toute la production pour un détail, la couleur noire de ses cheveux. L'un des premiers problèmes a été d'animer sa chevelure, car, entre chaque image clef, elle bouge et les artistes intervallistes devaient la dessiner à chaque fois. Un autre problème concerne les ondulations de sa longue chevelure qui devaient être visibles mais sans forcer le trait. Or, dans les scènes sombres, ses cheveux disparaissent, ce qui n'a été détecté qu'à la fin de la production.
Chaque membre de l'équipe des Neuf Sages de Disney a supervisé une scène marquante du film dont :
- Frank Thomas : Crochet charmant Clochette pour connaître l'emplacement de la cachette de Peter ;
- Woolie Reitherman : Crochet combattant le crocodile ;
- Eric Larson : le survol de Londres de nuit ;
- Ollie Johnston : le personnage de M. Mouche.

### Les personnages
En dehors du crocodile, nommé Tic Tac (Tick Tock Croc) dans les bandes dessinées, et de la chienne saint-bernard Nana, tous les personnages sont humains ou ont des caractéristiques humaines. Allan rappelle toutefois qu'une mouette fait aussi une apparition, se faisant raser les plumes par M. Mouche.
Pour les humains, la méthode déjà utilisée sur Blanche-Neige et les Sept Nains, Cendrillon, et Alice a été reprise pour Peter Pan : des acteurs ont été filmés en noir et blanc en pré-production et ce film a servi de base à l'animation des personnages et des scènes du film. Dans une interview promotionnelle accordée à Aline Mosby d’United Press International, Hamilton Luske décrit le procédé de rotoscopie qui, selon lui, permet de s'affranchir des problèmes liés à la mémoire lors de la reproduction devant la planche à dessin, car elle permet à l'animateur de se repasser le film avec les acteurs et ainsi dessiner ce que les personnages font réellement et non devraient faire.

#### Peter Pan
Les principales caractéristiques du personnage sont directement issues de la pièce de J. M. Barrie : la tenue moulante verte, le chapeau conique surmonté d'une plume, son apparence juvénile et sa capacité à voler. Le danseur Roland Dupree interprète Peter Pan en pré-production, mais c'est Bobby Driscoll qui lui donne sa voix originale. Driscoll était un enfant-star des studios Disney pour lesquels il avait déjà tourné, entre autres, Mélodie du Sud, Mélodie Cocktail, Danny, le petit mouton noir et L'Île au trésor.
L'animation du héros a été confiée par Walt Disney à Milt Kahl. Le personnage est inspiré du dieu grec Pan et Mark Pinsky retrouve dans la première apparition de Peter Pan chez les Darling quelques traits animaliers, d'équidés plutôt que d'un bouc pouvant évoquer Pan ou un satyre. Néanmoins, la principale difficulté du personnage était de le représenter quand il vole.

#### La famille Darling
La famille Darling est composée du père, de la mère et de leurs trois enfants, Wendy, Jean et Michel. Graphiquement, ils ressemblent aux autres personnages de Disney. Les époux Darling, George et Mary, habitent une maison victorienne dans le quartier de Bloomsbury à Londres. Mrs Darling apparaît la première avec une voix, un visage, une coiffure et des gestes rappelant Cendrillon, comme si celle-ci était devenue la mère de Wendy. Elle est toutefois plus proche d'une Wendy devenue adulte. Mrs Darling considère Peter Pan comme l'esprit de la jeunesse tandis que son mari, à l'autorité peu développée, est plus sceptique. Pinsky qualifie l'autorité de M. Darling de « bouffonade. » George Darling a été animé par John Lounsbery, et donne l'apparence stricte, devant ses enfants, de n'avoir jamais été enfant lui-même : un « père victorien typique », selon Grant. Il a été initialement conçu comme un « homme terre-à-terre », trop occupé par son travail pour s'occuper de sa famille.
Walt Disney a préféré que Wendy soit en retrait par rapport à Peter Pan, qui devient l'unique vedette du film et non un duo de vedettes comme dans la pièce. Wendy ressemble à Cendrillon, mais en plus jeune. Selon Jerry Beck, c'est elle le personnage principal du film. Sa voix est celle de Kathryn Beaumont, qui avait déjà doublé Alice dans Alice au pays des merveilles (1951). Elle a été animée par Harvey Toombs sous la supervision de Milt Kahl. Grant rappelle qu'elle est assurément l'une des plus jeunes héroïnes de Disney, malgré les airs maternels qu'elle se donne. Son rôle est très important dans le scénario, apparemment neutre, elle rappelle régulièrement au spectateur l'existence du monde réel par de petites touches comme l'heure de se coucher pour les Garçons perdus.
Jean et Michel sont les jeunes frères de Wendy. Jean, le plus âgé, porte des lunettes et un haut-de-forme et ne quitte pas son parapluie. Leur animation a été supervisée par Eric Larson. Jean agit comme un second rôle dans le scénario. Il se comporte comme un jeune garçon cherchant à grandir en avance et voulant prendre des responsabilités en dirigeant le groupe des Garçons perdus. On le voit assez rapidement jouer et sautiller de rocher en rocher le long d'une rivière. Michel est beaucoup plus jeune, vêtu d'une grenouillère rose et tenant son inséparable ours en peluche,. Michel est en retrait, à la suite de son frère ou des autres personnages. Il a été partiellement animé par Hal King qui a utilisé, pour la grenouillère, le principe d'animation découvert par Hamilton Luske avec les lapins du film Blanche-Neige. Ce principe veut que, plus on cherche à rendre l'animal ressemblant à son anatomie réelle, plus son aspect devient dur et moins sa fourrure semble douce. En version originale, Paul Collins a donné sa voix à Jean et Tommy Luske à Michel. Cependant, selon des rumeurs mentionnées par John Grant, Margaret Kerry aurait prêté sa voix à des dialogues additionnels après que celle de Luske a commencé à muer, mais sans qu'aucune trace n'en ait été trouvée dans les archives Disney.
Le chien de la famille, Nana, est un amalgame de la version de Barrie et des traditions de Disney. Elle n'est pas un chien de berger, un bobtail, comme il a été souvent vu sur scène, mais rappelle le genre de chien plus fou de Disney, comme le chien du Saint-Bernard ami de Pluto, Bolivar. Nana est l'animal domestique de la maison mais aussi la nounou des enfants qui en sait bien plus long sur eux que les époux Darling. Elle a été animée par Norman Ferguson, principal animateur de Pluto.

#### La fée Clochette
Disney a fait le choix de représenter la fée Clochette non comme un point lumineux virevoltant sur scène, mais comme une fée bien visible, une jeune femme très féminine et séduisante. Elle passe d'une petite entité invisible à une coquette par trop visible. Le personnage a été animé, selon John Grant et Pierre Lambert, par Marc Davis, et, selon Michael Barrier, par Fred Moore. Cette personnification a pu choquer les habitués de la pièce de Barrie.
Dave Smith indique que deux erreurs sont souvent commises à propos du personnage de la fée Clochette : son nom anglais, Tinker Bell s'écrit en deux mots et non en un seul ; d'autre part, les animateurs de Disney se sont inspirés, non pas de Marilyn Monroe qui, en 1943, lors de la conception du personnage, était très jeune, mais de Margaret Kerry, qui a servi de modèle pour le film de pré-production. Ce point est d'ailleurs confirmé par plusieurs auteurs,,. Margaret Kerry propose, sur son site Internet nommé Tinker Bell Talks, de nombreuses photos d'archives des séances du film de pré-production avec les extraits du film correspondant,.
Selon Maltin, Walt Disney aurait pourtant déclaré que c'est la popularité de Marilyn Monroe – à l'époque de la pré-production – qui l'avait convaincu de représenter Clochette sous l'aspect d'une femme attirante. De plus, selon Grant, le service de communication de Disney, les publicitaires, ont pris à cœur de rappeler que Margaret Kerry avait une personnalité totalement différente de Clochette, elle n'était ni boudeuse, ni malicieuse, ni jalouse.

#### Le Capitaine Crochet, les pirates et le Crocodile

Esquisse du capitaine Crochet présentée en 2011 à l'expo D23, au-dessus, esquisses des manchots de Mary Poppins

Le capitaine Crochet (Captain Hook en VO) a été animé par Frank Thomas,,, mais aussi Wolfgang Reitherman dans la scène de fuite finale. Jeff Kurtti indique que son prénom est John ou James, mais son nom complet avant de perdre sa main, remplacée par un crochet, reste inconnu. Walt Disney a eu du mal à définir si le Capitaine Crochet devait être un dandy comique ou un méchant hargneux. Finalement, c'est Thomas qui a pris la décision, et Disney a dit à Thomas qu'il avait réussi à cerner Crochet.
Ses vêtements, son parler et ses manières sont une parodie des gentlemen anglais et, pour le public américain, c'est un simple usage du stéréotype d'un membre de l'élite britannique. Les mouvements du personnage sont basés sur le film de pré-production dans lequel Hans Conried interprète le rôle, acteur aussi choisi pour la voix originale,. De plus, respectant la tradition théâtrale, c'est le même acteur qui prête sa voix au Capitaine Crochet et à George Darling,.
Physiquement, les traits de Crochet sont plus proches de ceux de l'animateur Frank Thomas qui s'est inspiré de son physique sans toutefois se caricaturer, phénomène qui arrive souvent, comme l'indique John Grant. Pour Jeff Lenburg, Thomas a réalisé un chef-d'œuvre pour l'animation du Capitaine Crochet dans la scène de combat avec Peter Pan. Respectant un schéma fréquent pour les méchants de Disney, les mouvements du visage de Crochet sont lents, mais précis (donc détaillés) afin d'appréhender l'évolution des idées qui germent dans son esprit à l'instar de la belle-mère de Cendrillon ou du prince Jean. Le scénariste Erdman Penner décrit Crochet comme un « prétentieux qui se donne de grands airs et croit mener une vie raffinée ». Dans le film, le capitaine Crochet porte son attribut au bras gauche, alors que dans l'œuvre originale de James Matthew Barrie, il le porte au bras droit. Un concept abandonné prévoyait un pirate zambo, un métis afro-amérindien. Lors d'une réunion de production concernant la scène avec Crochet et Tick Tack Crok, Walt Disney donna de brèves recommandations : « nous n'avons pas le bon crocodile, c'est en dehors du personnage... Attention à ne pas avoir les dents du capitaine trop grandes... remontez cette scène. Mettez de la peur dans ses yeux. Je n'aime pas les cheveux qui se hérissent... Nous devons rendre la musique plus présente. » Ollie Johnston et Frank Thomas expliquent que Crochet a été un méchant difficile à développer, gentleman poli et soigné avec, par exemple, le rasage de barbe quotidien, mais assez retors pour s'opposer à Peter Pan sans pure vilénie. Les moments les plus comiques de Crochet arrivent quand il perd toute dignité dans, par exemple, sa fuite devant le Crocodile.
M. Mouche est le bosco du Capitaine Crochet, petit et replet, portant des petites lunettes et un bonnet rouge défraîchi. Bien qu'il ait été joué en pré-production par Don Barclay, M. Mouche est une auto-caricature d'Ollie Johnston,, mais a aussi été animé par Fred Moore tandis que sa voix est celle de Bill Thompson. Le personnage partage la philosophie de Crochet, mais ne possède ni la stature ni l'intelligence pour mener à bien des plans machiavéliques. John Culhane le décrit comme « un petit gros, chauve, maladroit, stupide proche de la folie, ne faisant que suivre les ordres et parvenant à déshumaniser ses adversaires », un stéréotype de la « banalité du mal. » Johnston et Thomas ajoutent que Mouche suit les ordres, qu'il les comprenne ou non. L'humour de la scène où Crochet chute de sa chaise est basé sur la personnalité maladroite de M. Mouche.
La plupart des scènes présentant Crochet et Mouche ont été développées par le scénariste Erdman Penner et l'artiste d'esquisses Joe Rinaldi. Elles contiennent des routines de vaudeville telles que la planification d'une vengeance avec un plan infaillible, du moins en apparence, ou les attitudes maniérées de Crochet.
Hors le Capitaine Crochet et M. Mouche, les pirates sont assez semblables et, sur les huit pirates différents identifiables, seuls six ont un nom : Turk, Black Murphy, Mullins, Starkey, Skylights et Bill Jukes. Les pirates ont été conçus par Bill Tytla et animés par Ward Kimball.
Disney a choisi de représenter le personnage du crocodile qui était, dans les versions théâtrales, un simple bruit de tic-tac en coulisse. C'est un méchant pur, mais l'ajout de l'élément comique du bruit de réveil le rend moins dangereux et sa méchanceté ne semble être dirigée que contre le Capitaine Crochet.

#### Autres personnages
Les Garçons perdus au nombre de six portent chacun le costume associé à leur nom : Renard, Lapin, Putois, les jumeaux Ratons, Ourson,. Les Garçons perdus reprennent l'aspect des enfants pauvres, abandonnés ou orphelins, définis par Charles Dickens. Leur aspect et leur caractère évoquent les stéréotypes associés à ces animaux, comme les dents de devant allongées pour Lapin. Pour Grant, le chef de cette bande est Ourson, Cubby en anglais, et il fait un parallèle avec l'émission The Mickey Mouse Club des années 1950 dans laquelle le plus grand des Mouseketeers, un leader, avait aussi pour nom Cubby O'Brian. Ces enfants dévoués à Peter Pan, le considèrent comme leur maître et seigneur,, mais sont toutefois préoccupés par la recherche d'une vraie mère,.
Les Indiens sont composés d'un chef, grand, placide et large avec un nez carré et plus rouge que le reste de son visage, de sa fille Lili la Tigresse, jeune et courageuse, et des braves. Ils combattent régulièrement les Garçons perdus, gagnant plus ou moins à tour de rôle. Ils capturent les enfants croyant que ce sont eux qui ont enlevé Lili la Tigresse. Lili a été animée par Ken O'Brien et les Indiens ont été en partie animés par John Lounsbery.
Les sirènes ont été interprétées dans le film de pré-production par Margaret Kerry, June Foray et Connie Hilton.

### Finalisation et promotion du film
Après plusieurs années de travail, le coût de production s'élève à 4 millions d'USD,. Cette somme s'explique par les innovations techniques et la longue période de développement.
Comme pour Alice au pays des merveilles (1951), promu par une émission télévisée spéciale à Noël 1950 nommée One Hour in Wonderland, le studio produit une émission spéciale pour promouvoir Peter Pan. L'émission, nommée The Walt Disney Christmas Show, est diffusée le 25 décembre 1951. Cette émission, produite pour un budget alors record de 250 000 USD, a servi aussi à promouvoir la ressortie de Blanche-Neige et les Sept Nains (1937).
En 1953, dans le cadre de la promotion du film devenu habituelle à partir de 1950, Disney accorde des licences pour des produits dérivés, comme pour le Walt Disney's Peter Pan un jeu de société de type jeu de course édité par Transogram Company dans lequel le joueur doit être le premier à faire le trajet aller-retour entre la maison des Darling et le Pays imaginaire.

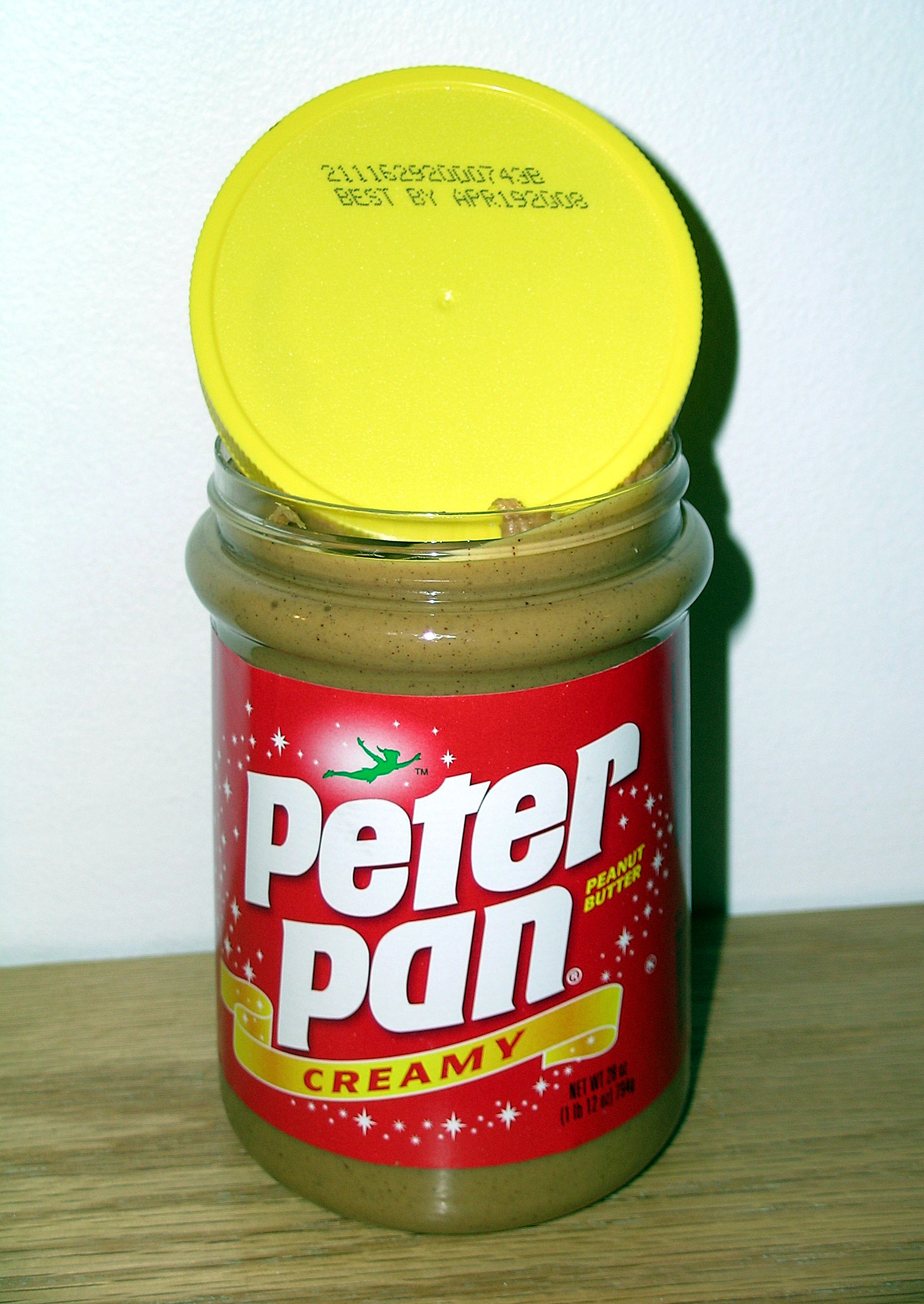
Pot de beurre d'arachide Peter Pan en 2007.

La promotion du film fut la plus importante campagne de promotion réalisée à l'époque par un studio avec des centaines de produits dérivés, révélant par là-même la capacité du studio Disney à créer une synergie commerciale. La marque américaine de beurre d'arachide Peter Pan est créée en 1928 et commercialisée par Derby Foods, filiale de Nebraska Consolidated Mills, qui signe avec Disney un contrat pour utiliser les personnages du film sur ses emballages. La publicité a été animée par Bill Peet. Selon Neal Gabler, c'était une punition de Walt Disney pour ne pas avoir refait une scène de La Belle au bois dormant (1959). Derby Foods est ensuite l'un des premiers commanditaires de l'émission Disneyland, sur ABC, débutée en 1954.

## Sortie et accueil
Le film sort le 5 février 1953 aux États-Unis, avec une première au Radio City Music Hall de New York. Selon Pierre Lambert, le public salue l'esprit du film, qui correspond à celui de Walt Disney : ne jamais renoncer à son enfance. Peter Pan obtient un succès plus important qu'Alice au pays des merveilles.
Peu après la sortie du film, Disney décide de changer de distributeur, arrêtant son contrat avec RKO Pictures au profit de sa nouvelle filiale, Buena Vista Pictures Distribution. Le Life Magazine du 16 février 1953 encense le film : « les artistes et animateurs de Disney ont offert à Peter Pan les plus colorés et luxuriants lieux de leurs carrières », « une vue généreusement réaliste de Londres », « un nouveau royaume de spectacle qui nous emmène joyeusement loin au-dessus de la technique conventionnelle du dessin animé Disney. » Le film atteint rapidement les 24,4 millions d'USD de recettes, dépassant Alice.
Le film a fait partie de la sélection officielle en compétition du Festival de Cannes 1953. Pour le New York Times, qui lui adresse une critique mitigée, le film possède une animation de qualité, mais qui ne rend pas assez hommage à l'œuvre originale de Barrie tandis que Time Magazine, habitué aux critiques plus virulentes envers Disney, offre un accueil très favorable au film sans faire mention des nombreuses modifications du scénario faites par Disney à la pièce d'origine. Plusieurs fans de Barrie ont critiqué la représentation de la fée Clochette telle une nymphette à la Marilyn Monroe. Mais, finalement, le public est allé voir le film.
Pour Sébastien Roffat, Peter Pan fait partie des longs métrages d'animation du début des années 1950 avec lesquels Disney retrouve son public. Mais un critique compare le film aux autres productions de l'époque, et principalement Mister Magoo du studio United Productions of America, série d'animation qui préfigure une nouvelle ère, un nouveau monde empreint d'anarchisme et d'irresponsabilité dans lequel Mickey Mouse et Donald Duck auraient simplement perdu de leur popularité.
En 2002, le film a fait l'objet d'une suite, Peter Pan 2 : Retour au Pays imaginaire puis, à partir de 2005, d'une déclinaison en franchise basée sur la fée Clochette et les fées, Disney Fairies qui comprend plusieurs longs métrages, des livres, des jeux vidéo dont un jeu de rôle en ligne massivement multijoueur, des produits de consommation...

## Analyse
Techniquement, le film est le dernier sur lequel les Neuf Sages de Disney travaillèrent tous ensemble et semble mettre auteurs et  critiques d'accord : c'est un chef-d'œuvre du studio d'animation Disney. Mais des objections ont été émises quant à l'adaptation d'une œuvre littéraire récente, et britannique. Comme pour le précédent Disney, Alice au pays des merveilles (1951), la transposition n'a pas été aisée et le résultat critiqué. De plus on a reproché aux deux films les stéréotypes qu'ils véhiculaient et l'impact psychologique et social de ce qui a été nommé par la suite la « philosophie Disney ».

### Les ingrédients d'un classique de Disney
Pour Leonard Maltin, Peter Pan ne contient pas de défaut ou presque et est un des films les plus brillants et séduisants, un film qui touche tout le monde. Pour Jerry Beck, c'est « un excellent film, un magnifique instantané de l'animation Disney en pleine maturité ». Toutefois, Maltin évoque certains critiques affirmant un manque d'innovation par rapport à Pinocchio (1940) alors qu'il le trouve « révolutionnaire par certains partis-pris » (voir les différences avec les précédentes adaptations). Pour Robin Allan, le film simplifie et clarifie un récit complexe. Pour Christopher Finch, le film parvient à résoudre les problèmes engendrés par l'animation de personnages humains en mixant naturalisme et caricature sans les opposer, comme ce qui avait été fait pour Cendrillon (1950). Pour John Grant, la « version Disney de Peter Pan est un délice, conservant toute la magie de la pièce et sa novélisation par Barrie. » Il ajoute que « les critiques [négatives] sont désormais silencieuses au sujet de cette adaptation par Disney, car il est généralement admis que c'est un chef-d'œuvre ». Steven Watts déclare que le film permet « d'injecter une bonne dose d'aventure dans le genre de la fantaisie et le résultat est un film brillant et agréable ».
Pour Leonard Maltin, les arrangements vocaux de Jud Conlon et l'intégration de la musique à l'histoire sont un sujet potentiel pour les étudiants des comédies musicales. Il donne pour exemple la scène de départ pour le Pays imaginaire et la chanson Tu t'envoles. Le film comprend à la fois de l'aventure, de l'humour principalement autour des pirates, mais aussi des petites touches comme pour la poussière de fée déposée par Michel sur la chienne Nana qui s'envole, mais reste attachée à sa niche, le crochet spécial doré du capitaine Crochet pour la fée Clochette...
Sean Griffin indique que Peter Pan est l'un des rares films de Disney avec un personnage principal masculin à avoir réussi auprès du public, le précédent étant Pinocchio (1940), le suivant Aladdin (1992). Un élément de preuve de ce succès est la création de deux attractions sur Peter Pan dans le parc Disneyland dans les années 1950. La première, ouverte avec le parc, est le parcours scénique Peter Pan's Flight, la seconde, ouverte fin 1960, était une zone de jeux nommée Skull Rock and Pirate's Cove (détruite en 1982). Douglas Brode note un fait étrange dans les productions Disney des années 1950 et 1960. Outre Peter Pan, plusieurs films débutent par un plan général de Londres suivi d'un mouvement de caméra plongeant : Alice au pays des merveilles (1951), Les 101 Dalmatiens (1961) et Mary Poppins (1964). Jimmy Johnson donne Alice au pays des merveilles comme exemple d'un film d'animation sans succès ni en salle ni musical qu'il oppose à Peter Pan et La Belle et le Clochard (1955) ayant eu, tous les deux, du succès en salle mais sans titre musical d'envergure.
Toutefois, au fil du temps, le film est ressenti comme plus acceptable. Ainsi, dans la Genèse du mythe de Peter Pan selon R. Loisel, Nathalie Prince considère que Loisel respecte avec sa bande dessinée Peter Pan des éléments invariants de la pièce de Barrie, mais aussi du dessin animé de Disney. Elle compare les trois versions ainsi : Barrie offre une « intense jubilation de l'écriture », Loisel une « esthétique sombre » et Disney des « souvenirs colorés ». Ainsi le personnage du Capitaine Crochet est très ressemblant, selon Loisel, c'est un « élément invariant », son descriptif est tellement précis dans le roman de Barrie qu'il est difficile de s'en éloigner. De plus, Disney a popularisé sa silhouette d'une telle manière qu'il est ancré définitivement dans la tête des gens,.

### Points controversés
La principale critique à l'encontre du Peter Pan de Disney concerne l'adaptation de l'œuvre de J. M. Barrie. La sortie concomitante avec l'adaptation théâtrale à Broadway mettant en vedette Mary Martin (1954-1955) a donné lieu à des critiques, mais, comme le fait remarquer Leonard Maltin, les deux adaptations sont parfaites pour leur médium respectif tout en étant très différentes. Avec Alice aux pays des merveilles et Peter Pan, Walt Disney a découvert que les critiques sont plus vives quand l'histoire provient d'une seule source littéraire connue. Robin Allan parle non pas d'adaptation, mais d'appropriation . Richard Schickel tique sur la mention d'appartenance « Walt Disney's » dans les titres des films que ce soit pour Alice et Peter Pan. À l'instar de Pinocchio (1940), Peter Pan est une adaptation « Disney » (cf. Pinocchio, différences entre le conte et le film), mais Robin Allan indique que, comme l'a étudié Jacqueline Rose, les deux ont été abondamment adaptés et altérés dès leurs premières publications en anglais. Allan cite aussi la journaliste Caroline Alice Lejeune de l’Observer qui parle d'un film « Pan-American,. »
Selon Brian Sibley, un critique britannique cité par John Grant, le personnage de « Peter Pan par Disney possède le charme et la bravoure, mais n'a pas l'héroïsme d'autosacrifice de l'original. » Sibley ajoute à propos de Crochet dans un article de 1980 pour The Movie qu'il est un « bouffon pleurnicheur » n'ayant rien de la « malveillance authentique de vieil etonien » de celui de Barrie. Pour rappel, le personnage original de J. M. Barrie aurait été un ancien élève du Collège d'Eton. Grant conteste les propos de Sibley et considère que le Peter Pan original est une fée, mais aussi un personnage amoral, ce que Disney a réussi à reproduire dans son film. Pour Crochet, Grant cite une thèse de 1972 de Margaret J. King qui décrit le capitaine comme l'un des méchants types de Disney, celui du genre « intelligent et excentrique . »
Grant ajoute à propos du crocodile que sa représentation lui fait perdre la terreur du monstre toujours invisible, le sourire que lui a donné Disney en faisant une bête à la base amicale qui ne change de nature qu'à l'approche de Crochet. Même après le succès public, Walt Disney n'était pas satisfait du résultat final de Peter Pan : il trouvait le personnage principal trop froid et pas très aimable. Charles Salomon écrit que Peter Pan tout comme Pinocchio (cf. Pinocchio, une version « américanisée ») ont été identifiés à des représentations du stéréotype du garçon américain.
Richard Shickel considère que le film reprend, dans certaines séquences, le principe inauguré avec Dumbo (1941), celui d'un long métrage réalisé comme un court métrage, reproduit aussi avec Alice aux pays des merveilles. Il ajoute que le style du studio Disney à l'époque est si inflexiblement réaliste, si dur et si visiblement le résultat d'un système industriel caractéristique qu'il est incapable de rendre plus compte que les grandes lignes [d'œuvres telles qu'] Alice et Peter Pan,. Grant considère cette analyse comme une affirmation incroyable au sujet d’Alice et inacceptable pour Peter Pan.
Michael Barrier considère que Peter Pan souffre de quelques « confusions handicapantes. » L'une de ces confusions est la représentation de Peter comme un adolescent avec en plus des flirts avec les filles de son âge comme dans une cour d'école, alors qu'il devrait être un « garçon qui refuse de grandir. » Une autre est l'usage du comique autour du Capitaine Crochet qui fait perdre à la course-poursuite avec Peter Pan son côté sérieux, voire mortel avec le crochet frôlant plusieurs fois Peter.

### Recherche de la mère et sentiment de jalousie
Mark Pinsky recherche les valeurs traditionnelles mises en avant dans Peter Pan. Pour lui, le Peter Pan de Disney est une apologie de la classe moyenne traditionnelle [nord-européenne] et avant tout du pouvoir socialisateur de l'amour maternel. Le film s'oppose à de nombreux autres longs métrages de Disney (précédents et suivants) en présentant une famille intacte. Dans les autres « souvent la mère est morte ou folle et le père absent ou distant » ; ici la famille est aimante et aisée. Toutefois, avec Peter et les Garçons perdus du Monde imaginaire, c'est le contraire. Peter est ainsi à la recherche de la définition et de la présence d'une mère, proposant à Wendy de devenir celle de son monde. La scène dans la cachette des Garçons perdus est l'occasion d'une leçon sur ce que doit être une mère, leçon accompagnée d'action : Wendy, tout en décrivant le rôle d'une mère, efface les peintures de guerre des visages de ses frères, repoussant ainsi les « signes de sauvagerie. » Pour Pinsky, cette image de la mère est synonyme d'agent civilisateur. Susan Lochrie Graham, dans un essai intitulé Some Day My Prince Will Come: Images of Salvation in the Gospel according to St. Walt, publié en novembre 1998 et cité par Pinsky, le couple Darling et la représentation de la mère/famille idéales rappellent le modèle « Baptiste du Sud », cette communauté ayant voté, en 1998, la notion que la femme est « gracieusement soumise » à son époux.
Le film présente aussi les sentiments de jalousie féminine et de vanité, mais de manière différente de celle des contes traditionnels. Ici, c'est la fée Clochette qui jalouse Wendy et interrompt un début de baiser entre Peter et Wendy. Sa jalousie est très prononcée et même maligne, destructive selon les propos du Capitaine Crochet. Elle est toutefois capable de risquer sa vie pour son amour, ce qu'elle fait lorsqu'elle apprend l'existence d'une bombe, une forme de rédemption pour Pinsky.
La fin du film comporte une morale. Wendy, qui avait déclaré ne jamais vouloir grandir, change d'avis après ses aventures au Pays imaginaire, aventures qui n'ont duré que trois heures, le temps que ses parents ont passé dans Londres. Graham considère que Peter Pan « parle de l'importance de la foi et le besoin de voir le monde avec des yeux d'enfants. » Peter Pan et les Garçons perdus sont présentés comme une parodie de Jésus et des apôtres, une antithèse avec des enfants délinquants refusant de grandir. Ce refus appelé syndrome de Peter Pan est, pour Graham, un rejet de la notion de salut par la communauté, son propre salut étant lié à celui des autres.

### Imagerie sexuelle
Sean Griffin évoque Peter Pan à la fois comme l'une des productions Disney popularisant une « imagerie sexuelle submergée par les images d'une romance hétérosexuelle patriarcale » mais aussi comme la version la plus masculine du personnage qui serait une tentative de réduire le flou autour du genre du héros. Robin Allan considère que la version en animation de Disney a développé le personnage de Peter Pan vers une image adolescente et en [plein] développement sexuel. De même, la fée Clochette est clairement une adulte aux formes sexuelles apparentes miniaturisée en fée, formes qui ne peuvent être confondues avec un quelconque traitement graphique lié à sa taille (voir la représentation habituelle des nains).
Griffin et Allan citent Donald Crafton qui analyse le film sous l'angle de l'éducation dans Walt Disney's PETER PAN: Woman Trouble on the Island,,. Crafton considère que le film tente d'apprendre aux enfants les rôles de la masculinité et de la féminité dans l'Amérique des années 1950, usant même des méthodes pédagogiques du court métrage publicitaire The Story of Menstruation (1946).

#### Hétérosexualité: amourettes et Clochette trop séduisante
Allison Kavey et Lester Friedman, dans Second Star to the Right: Peter Pan in the Popular Imagination, affirment que le choix du studio Disney de prendre pour modèle un adolescent mâle, en l'occurrence Bobby Driscoll, en lieu et place d'une jeune femme, a amené Disney sur l'évocation du passage d'une hétérosexualité latente. Allan indique que le film parle de l'universel, rien de particulier, mais de l'amour et de son déni, ainsi que devenir adulte et de l'acceptation des réalités. Mark Pinsky ajoute que Peter Pan est aussi le sujet de toutes les convoitises des personnages féminins (Wendy, la fée Clochette, Lili la Tigresse et les sirènes) mais ne leur accorde pas plus d'attention qu'un jeune adolescent. Michael Barrier développe aussi ce thème des flirts, pimenté par la jalousie de Clochette, en le comparant avec le thème de la jalousie dans Blanche-Neige et les Sept Nains (1937). La Reine éprouve de la jalousie pour la beauté et la jeunesse de Blanche-Neige, indirectement peut-être pour les faveurs du Prince, mais pas comme dans Peter Pan pour avoir une relation amoureuse.
Mais, pour John Grant, le seul personnage controversé est Clochette. Le personnage de la fée Clochette vu par Disney, « petite nymphe sexy amoureuse de Peter », a fondamentalement modifié le concept populaire de Barrie en la présentant avec des formes féminines et une sexualité. Richard Schickel dit qu'elle est une « nymphette minuscule. » Grant cite la critique Frances Clarke Sayers qui décrit Clochette comme « une misérable petite étincelle avec une baguette et un énorme popotin. » Grant conteste ces propos et trouve que le postérieur de Clochette est parfaitement à la bonne taille pour l'adolescent mâle moyen, auquel il s'identifie. Mais il comprend que cette représentation puisse choquer les habitués des salles de spectacle.

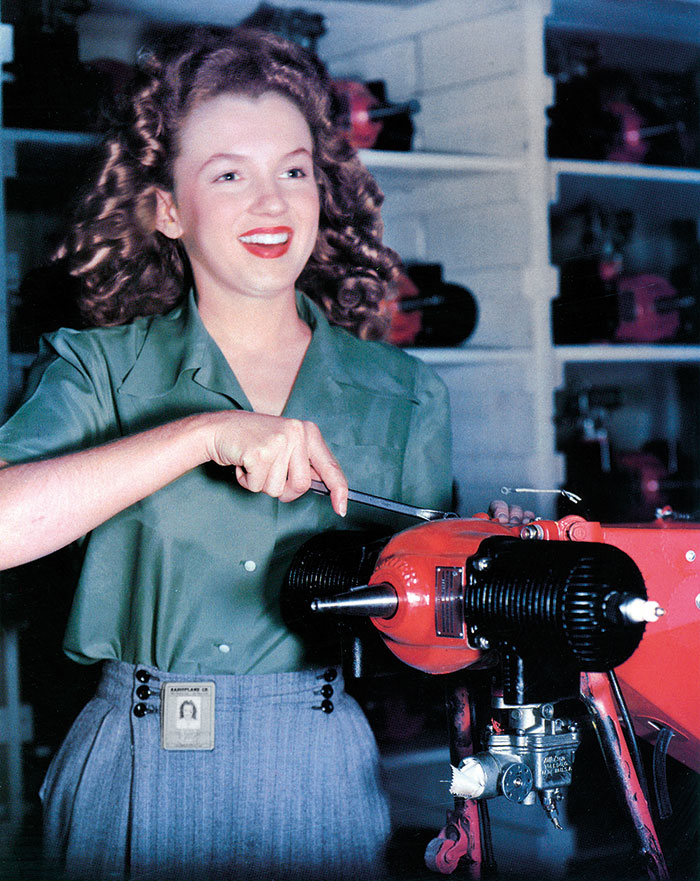
Marilyn Monroe en 1945 dans le magazine militaire Yank.

Malgré les affirmations sur l'origine de la fée Clochette (voir ci-dessus), Douglas Brode écrit qu'elle a été modelée d'après une photo nue de Marilyn Monroe, publiée en page centrale du premier numéro du magazine Playboy. Dans son livre Multiculturalism and the Mouse: Race and Sex in Disney Entertainment, Brode recherche les liens entre Disney et Hugh Hefner, patron de Playboy, avant de déclarer que le meilleur lien entre les deux est Marilyn Monroe. Il note lui-même que les photos ont été prises en 1949 pour un calendrier alors que Marilyn n'était pas encore connue, que les photos n'ont été publiées dans Playboy qu'en décembre 1953, le film étant sorti en février. Maltin rappelle que Walt avait demandé à ses artistes « de mettre juste assez de vêtements pour ne pas être poursuivis  [pour atteintes aux bonnes mœurs] ». Utilisant cet élément pour justifier ses propos, Brode affirme que Walt leur aurait aussi demandé d'utiliser ces photos comme source, malgré un important problème de date. Margaret Kelly se souvient avoir croisé Marilyn Monroe lors d'une séance de photographies pour des maillots de bain devant la piscine du Beverly Hills Hotel et elles se sont mutuellement prises en photo.
Pour Kavey et Friedman, le personnage du Capitaine Crochet devient quant à lui un prédateur sexuel tandis que Wendy et Peter sont des jeunes au stade de l'exploration protohétérosexuelle. De plus, dans le film de Disney, Peter Pan comprend le principe, et les conséquences, d'un baiser, ce qui n'est pas le cas dans l'œuvre originale de Barrie.

#### Homosexualité: Peter Pan chantre homosexuel
Pour Mark Pinsky, Peter Pan semble présenter les deux choix possibles pour un jeune homme, soit George Darling, soit Peter Pan, mais la réalité offre d'autres possibilités. Le premier est un homme marié, bien rangé dans son couple, le second, un éternel adolescent asexué. Pinsky évoque la possibilité offerte [pour la société occidentale] depuis les années 1970 d'une liaison homosexuelle. Étayant ses propos par ceux de Michael Bronski, Griffin considère que Peter Pan, comme Blanche-Neige, possède une double lecture dans laquelle on peut entrevoir une rêverie homosexuelle.
Douglas Brode développe aussi ce thème. Pour lui, il n'y a pas de meilleur film Disney que Peter Pan pour expliquer l'homosexualité dans le cinéma d'Hollywood. Peter Pan présente un « conte de fées, un homme qui a de vraies responsabilités, dont celle de grandir et de s'établir dans un mariage avec une femme » mais il refuse et préfère rester jeune éternellement. Il ajoute que, pour Hollywood, la notion d'homosexualité est liée au désir de rester jeune et à la promiscuité entre adolescents. Brode voit dans la vie de Peter Pan, vivant sous terre avec les Garçons perdus, une métaphore de l'homosexualité qui s'oppose à la vie au-dessus du sol où Peter virevolte entre les filles sans jamais aller dans une relation plus intime.
Brode ajoute que le Capitaine Crochet et M. Mouche présentent en privé une relation homosexuelle établie stéréotypée, un homosexuel dominant et un autre plus en retrait et obéissant. Crochet est l'homosexuel dominant, avec ses vêtements excentriques dont des dessous couleur lavande, sa passion pour la musique classique et ses gestes trop maniérés. Mouche est, lui, à l'origine d'un gag anal : il masse l'arrière-train d'une mouette qu'il vient de raser par erreur, la prenant pour le menton de Crochet.

### Controverse sur les Amérindiens
La représentation des Indiens du Pays imaginaire a été jugée offensante pour les Amérindiens,, mais celle du livre de Barrie fait aussi usage de stéréotypes. Douglas Brode précise que le chef, un stéréotype du genre, se présente comme un bouffon grotesque, croisant pompeusement les bras tandis que des braves caricaturés dansent autour d'un feu. Pour Mark Pinsky, cette représentation des Amérindiens est tout ce qu'ils n'ont jamais été.
Pinksy ajoute que le film se déroule lors de l'âge d'or du colonialisme européen. Il présente les Occidentaux comme supérieurs aux Indiens. Ainsi, Jean, qui dirige l'attaque contre les Injuns, affirme qu'une empreinte de pas appartient à un Algonquin ([Pinksy indique que c'est le] peuple de Pocahontas [mais les Powhatans parlaient l'Algonquin tout en étant un peuple différent]) et, quand les Indiens capturent les Garçons perdus, c'est par la supériorité de sa civilisation que Jean libère les enfants. Les scènes dans le village sont une collection de clichés. Par la phrase « Il n'y a pas de passage à travers l'eau vers les Joyeuses prairies de chasse », le Capitaine Crochet donne l'impression d'être un expert en théologie amérindienne.
Marc Davis, dans le commentaire du DVD, admet que cette représentation aurait été faite de manière différente à la lumière du regard contemporain sur les Amérindiens. Brode mentionne aussi un autre point : le début de romance entre Peter Pan et la princesse Lili la Tigresse peut être vu comme une promotion des relations interraciales.
Depuis 2020, sur Disney+, le film est précédé d'un avertissement : Ce programme comprend des représentations datées et/ou un traitement négatif des personnes ou des cultures. Ces stéréotypes étaient déplacés à l'époque et le sont encore aujourd'hui,.

## Adaptations et produits dérivés
Dès 1953, dans le cadre de la promotion du film devenu un rituel à partir de 1950, Disney accorde des licences pour des produits dérivés.

### Bandes dessinées
Poursuivant le principe entamé avec Blanche-Neige, le studio a publié l'histoire du film sous la forme de bandes dessinées. La plus ancienne publication est un comic publié en décembre 1952 avec un scénario de Del Connell et des dessins de Al Hubbard.
Une adaptation en bande dessinée a été publiée en septembre 1976 dans le magazine Walt Disney Showcase. Mark Arnold mentionne un one-shot en 1984.

### Cinéma et télévision
À partir de 1954, avec l'émission Disneyland, la fée Clochette et le Château de la Belle au bois dormant du parc Disneyland ont été associés à toutes les productions Disney sous la forme d'un générique,. En 1961, cette image est même devenue réelle avec le feu d'artifice Fantasy in the Sky qui présentait une actrice descendant, suspendue à un câble depuis la montagne voisine du Matterhorn Bobsleds, et « volant » vers le château,. En août 2007, Clochette reste, mais le château est remplacé par celui de Cendrillon, situé au Magic Kingdom en Floride.
Les personnages ont été réutilisés dans plusieurs productions :
- le court métrage éducatif Reading Magic with Figment and Peter Pan de la série EPCOT Educationnal Media Collection (août 1989, 16 min) présente Figment et Wendy qui tentent de convaincre Peter Pan des bienfaits de la lecture[171] ;
- en 2002, le film a fait l'objet d'une suite, Peter Pan 2 : Retour au Pays imaginaire puis, à partir de 2005, de plusieurs longs métrages sortis directement en vidéo centrés sur le personnage de la fée Clochette, dans le cadre de la franchise Disney Fairies et où, contrairement au film original, elle parle : La Fée Clochette (2008), Clochette et la Pierre de lune (2009) et Clochette et l'Expédition féerique (2010), puis Clochette et le Secret des fées et Clochette et la Fée pirate, respectivement sortis au cinéma en 2012 et 2014 ;
- le crocodile de Goliath II (1960) ressemble beaucoup à celui du film. Un autre crocodile similaire apparaît dans l'épisode « Kiwi's Big Adventure » de Tic et Tac, les rangers du risque et le crocodile lui-même apparaît dans la peau d'un boss dans le jeu Mickey Mousecapade.

Alors que plusieurs héroïnes Disney ont intégré la franchise Disney Princess (Blanche-Neige, Cendrillon, Aurore, Ariel, Jasmine, etc.), la fée Clochette est le seul personnage des « Classiques Disney » à faire partie de la franchise Disney Fairies qui comprend plusieurs longs métrages, des livres, des jeux vidéo, des produits de consommation, etc.
Un remake en prises de vues réelles, Peter Pan et Wendy, sortira en 2022 sur Disney+.

### Disques
- Un disque de la bande originale de Peter Pan de 1958 comprenait des extraits de dialogue en plus de la musique[172]
- À la fin des années 1960, un livre-disque comprenant un disque 33 tours et un livret de 24 pages a été publié dans la série Little Golden Books[173]

#### Bande originale
- La Deuxième Petite Étoile (The Second Star to the Right) - Soliste et Chœur
- Tu t'envoles ou J'ai des ailes (You Can Fly!) - Chœur
- La Piraterie (A Pirate's Life) - Les Pirates
- À la file indienne ou En suivant le guide (Following the Leader) - Jean, Michel et les Garçons perdus
- Pourquoi sa peau est rouge ? (What Made the Red Man Red?) - Les Indiens
- Le Besoin d'aimer ou Une maman d'amour (Your Mother and Mine) - Wendy
- Le Roi des voleurs (The Elegant Captain Hook) - Capitaine Crochet, Mouche et les Pirates
- You Can Fly! (reprise) - Chœur
- The Boatswain's Song - Capitaine Crochet et les Pirates (non utilisée)

### Parcs d'attractions

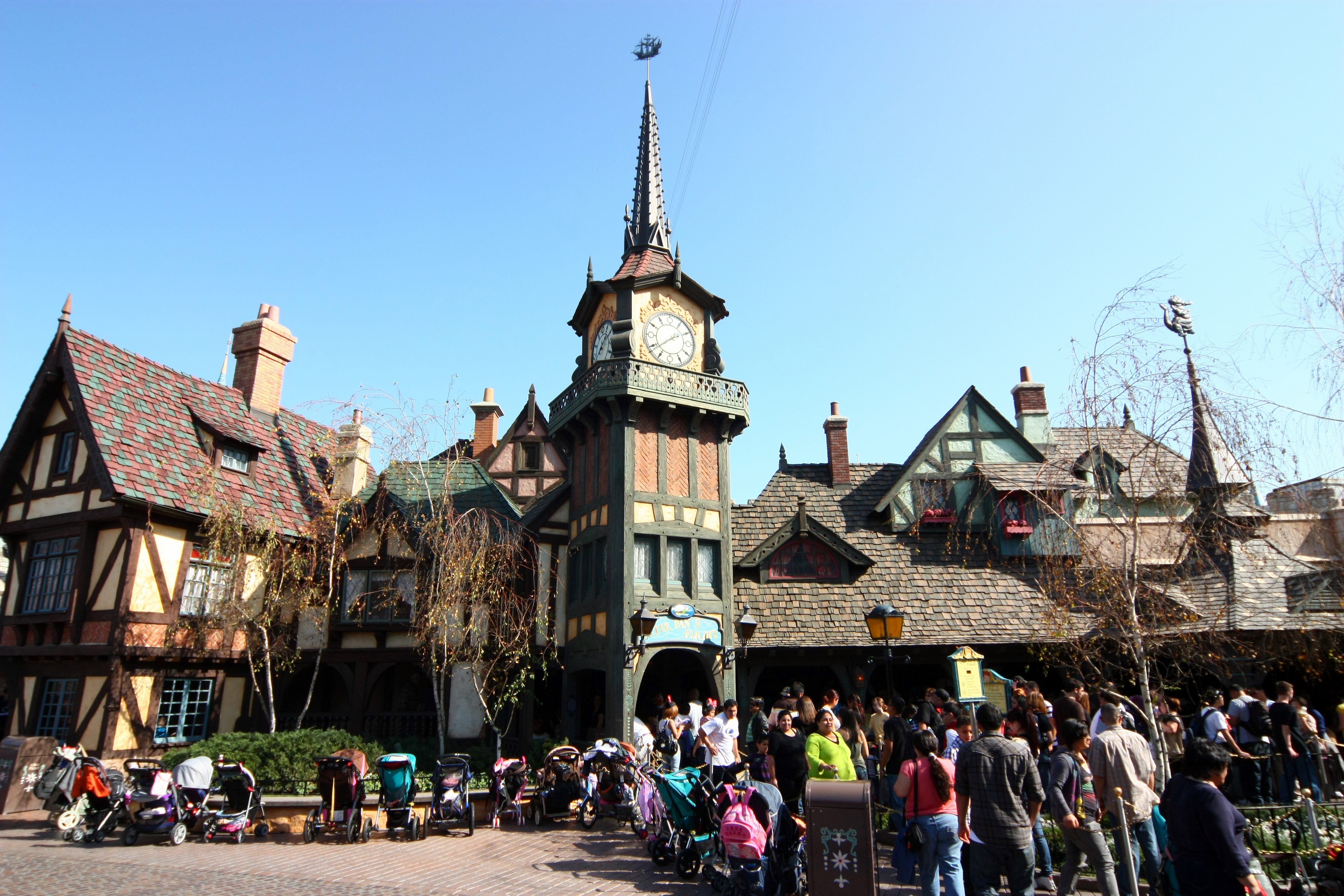
Entrée de l'attraction Peter Pan's Flight au Parc Disneyland près de Paris.

- Peter Pan's Flight est une attraction dans les parcs à thèmes Disney : à bord de bateau volant suspendu à un rail disposé au plafond[126],[174], on y survole les meilleurs moments du film[37]. Elle existe depuis l'ouverture du parc Disneyland en 1955 et a été reproduite dans différents parcs de types Royaume enchanté de Disney : Magic Kingdom, Tokyo Disneyland et Parc Disneyland.
- À Disneyland en Californie, Peter Pan et surtout le Rocher du crâne ont inspiré un décor nommé Skull Rock Cove ajouté en 1960 devant lequel un bateau pirate hébergeant un restaurant nommé Chicken of the Sea[37],[127],[175]. Cette zone a été détruite en 1982 pour le nouveau Fantasyland, on y trouve désormais l'attraction Dumbo the Flying Elephant[127],[175],[176].
  - une zone similaire et plus grande a ouvert en 1992 au Parc Disneyland en France au sein d'Adventure Isle[175].
- Peter Pan, Wendy, le capitaine Crochet, M. Mouche et des pirates sont présents dans le spectacle Fantasmic! mais uniquement dans la version de Disneyland.
- Le personnage de la fée Clochette est utilisé pour commencer le spectacle de feux d'artifice Fantasy in the Sky depuis 1961 à Disneyland[85].
- À partir de juin 2004, une animation nommée Peter Pan à la rescousse avec un combat entre Peter Pan et l'équipage du Capitaine Crochet est présentée sur le bateau amarré à Adventure Island du Parc Disneyland français[177].

### Spectacles
- De 1989 à 1993, Disney on Ice a proposé un spectacle basé sur Peter Pan qui a sillonné les États-Unis et quelques autres pays. Des extraits de l'histoire de Peter Pan sont présents aussi dans les spectacles Mickey & Minnie's Amazing Journey (2003).
- En avril 2012, à l'occasion des 20 ans du parc Disneyland à Disneyland Paris, est proposé un spectacle nocturne intitulé Disney Dreams! d'une durée de vingt minutes, mélangeant mapping vidéo, fontaines, écrans d'eau et effets pyrotechniques[178]. Le spectacle relate l'évasion de l'ombre de Peter Pan à travers des extraits des longs métrages de Disney dont La Belle et la Bête, Aladdin, Le Livre de la jungle ou encore Raiponce[179],[180].

### Jeux
- Un exemple de produit dérivé est Walt Disney's Peter Pan un jeu de société de type jeu de course édité par Transogram Company[181] dans lequel le joueur doit être le premier à faire le trajet aller-retour entre la maison des Darling et le Pays enchanté.
- Dans le jeu vidéo de Square Enix Kingdom Hearts, un niveau complet se passe dans le monde du Pays Imaginaire, séparé sur la frégate du Capitaine Crochet et le sommet de Big Ben à Londres[182]. Peter Pan et Clochette réapparaissent dans Kingdom Hearts 2, en tant qu'invocation. Le Pays Imaginaire réapparaît également dans  Kingdom Hearts: 358/2 Days et Kingdom Hearts: Birth by Sleep.